# Vormingsenthalpie
De standaardvormingsenthalpie {\displaystyle \Delta _{\mathrm {f} }H^{\ominus }} van een verbinding is de verandering in enthalpie bij de chemische reactie waarbij deze verbinding (met coëfficiënt {\displaystyle \nu =1}) gevormd wordt uitgaande van enkelvoudige stoffen onder standaardomstandigheden en een gespecifieerde temperatuur. Standaardvormingsenthalpieën zijn in tabellen te raadplegen en worden gebruikt om reactie-enthalpieën te berekenen, steunend op de wet van Hess. 
Gezien de associatie van enthalpie met warmte bij constante druk, wordt de standaardvormingsenthalpie soms ook de standaardvormingswarmte genoemd. De standaardvormingsenthalpie van een exotherme reactie is negatief. De standaardvormingsenthalpie wordt meestal weergegeven met de eenheid kJ/mol. 
De standaardvormingsreactie van ijzer(III)oxide is bij 25 °C bijvoorbeeld
{\displaystyle {\ce {2Fe(s) + 3/2 O2(g)->Fe2O3 (s)}}}
De standaardvormingsenthalpie van Fe2O3 is de standaardreactie-enthalpie van deze reactie en heeft bij kamertemperatuur een waarde van −825,50 kJ mol−1.

## Principe
Als reagentia staan in de vormingsreactie enkelvoudige stoffen in de vorm waarin ze meest stabiel zijn bij de standaarddruk en de gegeven temperatuur. Bij 25 °C wordt koolstof in de vorm van grafiet gebruikt, waterstof is op basis van H2, zuurstof op basis van O2 (zuurstofgas) en halogenen op basis van F2, Cl2, Br2 en I2, enzovoort. De vormingsenthalpie van deze uitgangsstoffen is gelijk aan 0. Een uitzondering op het gebruik van de stabielste vorm is fosfor: omdat witte fosfor gemakkelijker zuiver te verkrijgen is dan de andere, stabielere allotropen gebruikt men witte fosfor als nulpunt voor de vormingsenthalpie van fosforverbindingen.
Indien uit deze enkelvoudige stoffen de verbinding kan gesynthetiseerd worden, is de vormingswarmte direct meetbaar met behulp van een calorimeter. Is de vormingsreactie geen uitvoerbaar proces, dan wordt de vormingsenthalpie onrechtstreeks bepaald met behulp van de wet van Hess.
De vormingsenthalpie bij standaardomstandigheden wordt aangeduid met de een superscript gradensymbool {\displaystyle \Delta _{\mathrm {f} }H^{\circ }} of een plimsoll {\displaystyle \Delta _{\mathrm {f} }H^{\ominus }}. Dit wijst niet op een standaardtemperatuur, hoewel vaak 298 K gebruikt wordt, maar wel op een standaarddruk van typisch 1 bar (100 kPa) en ideaal gedrag voor gassen, en op een standaard molaire concentratie van typisch 1 mol/L en oneindig verdund gedrag voor opgeloste stoffen. Andere conventies zijn ook mogelijk.
De vormingsenthalpie van een ion in oplossing is onmogelijk te meten gezien er steeds een tegenion bij betrokken is. Per definitie wordt de standaardvormingsenthalpie van het H+-ion daarom vastgelegd op {\displaystyle \Delta _{\mathrm {f} }H^{\ominus }(\mathrm {H^{+},\,aq)} =0}.

## Toepassing
De vormingsenthalpie kan gebruikt worden om de verandering in enthalpie voor elke willekeurige reactie te berekenen, wederom op basis van de wet van Hess. Men telt hiertoe de vormingsenthalpieën van de producten bij elkaar op en vermindert deze met die van de uitgangsstoffen, telkens vermenigvuldigd met het voorgetal in de reactievergelijking.
{\displaystyle \Delta _{\mathrm {r} }H^{\ominus }=\sum _{\mathrm {P} }\nu _{\mathrm {P} }\Delta _{\mathrm {f} }H_{\mathrm {P} }^{\ominus }-\sum _{\mathrm {R} }\nu _{\mathrm {R} }\Delta _{\mathrm {f} }H_{\mathrm {R} }^{\ominus }}
Wanneer men de coëfficiënten voor reagentia als negatief ziet, schrijft men dit ook als
{\displaystyle \Delta _{\mathrm {r} }H^{\ominus }=\sum _{i}\nu _{i}\Delta _{\mathrm {f} }H_{i}^{\ominus }}
Indien van elke stof de standaardvormingsreactie gekend is, kan men deze dus combineren tot de gewenste standaardreactie-enthalpie.